# Plouëc-du-Trieux
 Plouëc-du-Trieux  (en bretón Ploueg-Pontrev) es una población y comuna francesa, situada en la región de Bretaña, departamento de Côtes-d'Armor, en el distrito de Guingamp y cantón de Pontrieux. Se ubica en el noroeste del país próximo al Canal de la mancha.

## Demografía
| 1356 | 1280 | 1105 | 1106 | 1087 | 1085 |
| Para los censos de 1962 a 1999 la población legal corresponde a la población sin duplicidades (Fuente: INSEE [Consultar]) |      |      |      |      |      |